# Stenothoidae
De Stenothoidae zijn een grote familie vlokreeftjes uit de suborde Gammaridea.

## Geslachten
Er zijn 43 genera beschreven.
- Antatelson J. L. Barnard, 1972
- Aurometopa Barnard & Karaman, 1987
- Ausatelson J.L. Barnard, 1972
- Chuculba J.L. Barnard, 1974
- Goratelson J.L. Barnard, 1972
- Hardametopa Barnard & Karaman, 1991
- Knysmetopa Barnard & Karaman, 1987
- Malvinometopa Krapp-Schickel, 2011
- Mesometopa Guryanova, 1938
- Mesoproboloides Gurjanova, 1938
- Metopa Boeck, 1871
- Metopella Stebbing, 1906
- Metopelloides Gurjanova, 1938
- Metopoides Della Valle, 1893
- Parametopa Chevreux, 1901
- Parametopella Guryanova, 1938
- Paraprobolisca Ren in Ren & Huang, 1991
- Parathaumatelson Gurjanova, 1938
- Probolisca Gurjanova, 1938
- Proboloides Della Valle, 1893
- Prometopa Schellenberg, 1926
- Prostenothoe Gurjanova, 1938
- Prothaumatelson Schellenberg, 1931
- Pseudothaumatelson Schellenberg, 1931
- Ptychotelson Krapp-Schickel, 2000
- Pycnopyge Krapp-Schickel, 2000
- Raukumara Krapp-Schickel, 2000
- Raumahara J.L. Barnard, 1972
- Sandrothoe Krapp-Schickel, 2006
- Scaphodactylus Rauschert & Andres, 1993
- Stenothoe Dana, 1852
- Stenothoides Chevreux, 1900
- Stenula J.L. Barnard, 1962
- Synkope Krapp-Schickel, 1999
- Thaumatelson Walker, 1906
- Thaumatelsonella Rauschert & Andres, 1991
- Torometopa Barnard & Karaman, 1987
- Verticotelson Krapp-Schickel, 2006
- Victometopa Krapp-Schickel, 2011
- Vonimetopa Barnard & Karaman, 1987
- Wallametopa J.L. Barnard, 1974
- Yarra Krapp-Schickel, 2000
- Zaikometopa Barnard & Karaman, 1987